# Schuckmannsburg
Schuckmannsburg es una población situada en la Franja de Caprivi, en el noreste de Namibia, con una población de alrededor de 800 habitantes. Se encuentra en la región de Zambezi.

## Ubicación
Schuckmannsburg está al final del extremo oriental de la Franja de Caprivi, aproximadamente a 1 kilómetro al sur del río Zambeze y aproximadamente a 65 kilómetros al este de Katima Mulilo, que es hoy la sede administrativa de la región, un papel alguna vez realizado por Schuckmannsburg cuando Namibia era una colonia alemana.
Schuckmannsburg está 852 m por sobre el nivel del mar. 
Schuckmannsburg se encuentra muy cerca de varios países, Zambia justo al norte, Botsuana aproximadamente 30 kilómetros al sur y Zimbabue aproximadamente 50 kilómetros al este. Angola está también a solo unos 80 kilómetros al oeste.

## Historia
Schuckmannsburg fue fundada el 7 de febrero de 1909 por el Capitán Kurt Streitwolf como "Residencia Imperial en la Franja de Caprivi". Su nombre proviene del entonces Gobernador de África del Sudoeste Alemana, Bruno von Schuckmann. El objetivo de fundar este lugar en un área tan remota era tomar visiblemente la propiedad, en nombre de la administración colonial, de la Franja de Caprivi, que había sido formalmente parte del África Sudoeste alemana desde 1890. El Residente Imperial, Streitwolf, que tenía a sus órdenes a tres oficiales menores alemanes así como unos Askaris como policías ayudantes, alzó edificios, trazó un mapa del área y consolidó la administración.
En 1911, Victor von Frankenberg und Proschlitz asumió el puesto de Residente, a partir de entonces conocido, sin embargo, como el Jefe de Distrito. En 1914, rindió Schuckmannsburg sin lucha a un destacamento de la Policía sudafricana británica. El capitán Eason entonces se convirtió en el nuevo administrador.
El gobierno alemán terminó en África del Sudoeste (Namibia) cuando Alemania fue despojada de sus colonias después de la Primera Guerra Mundial por el Tratado de Versailles, y Schuckmannsburg también perdió su importancia política en 1937 cuando las funciones administrativas fueron trasladas a Katima Mulilo. Puede que los edificios fueran hasta desmontados entonces de modo que los ladrillos pudieran ser reutilizados en el nuevo asiento regional.
En la actualidad, la aldea consiste en cabañas de madera y unos pocas construcciones macizas. La única reliquia intacta de la edificación colonial alemana es una pequeña casa de ladrillos de unos 12 m².